# Теории эфира
Теории эфира — теории в физике, предполагающие существование  эфира как  вещества или поля, которое заполняет пространство и служит для передачи и распространения электромагнитных (и, возможно, гравитационных) взаимодействий. Различные теории эфира воплощают различные концепции этой среды или поля. С момента утверждения специальной теории относительности, понятие эфира больше не используется в современной физике.

## Исторические модели

### Светоносный эфир
В XIX веке светоносный эфир считали средой для распространения света (электромагнитного излучения). Однако ряд экспериментов, проведенных в конце XIX века, таких как эксперимент Майкельсона-Морли, в попытке обнаружить движение земли через эфир не смогли сделать это.
К началу XX века для объяснения всех проведённых к тому времени экспериментов теорию эфира пришлось сделать настолько монструозной и переполненной дополнительными соображениями ad hoc (так, теория эфира Лоренца насчитывала 27 разнообразных гипотез), что создание теории относительности, которая способна была объяснить электромагнитные явления, не прибегая к использованию этой концепции вообще, разрушило теоретические и философские основания использования понятия эфира в физике.

### Механический гравитационный эфир
С XVI по XIX век различные теории использовали эфир для описания гравитационных явлений.
Наиболее известна теория гравитации Лесажа, хотя были и другие модели, предложенные Исааком Ньютоном, Бернхардом Риманом и лордом Кельвином. Ни одна из этих концепций не считается сегодня научным сообществом жизнеспособной.

## Нестандартные толкования в современной физике

### Общая теория относительности
Альберт Эйнштейн предложил использовать термин «эфир» для обозначения физического пространства в общей теории относительности, но эта терминология никогда не получала широкую поддержку.
Мы можем сказать, что, согласно общей теории относительности, пространство обладает физическими свойствами; в этом смысле, таким образом, эфир существует. Согласно общей теории относительности пространство без эфира немыслимо; в таком пространстве не только бы не было никакого распространения света, но и не могли бы существовать никакие стандарты пространства и времени (измерительных масштабов и часов), и, следовательно, никакие пространственно-временные интервалы в физическом понимании. Но этот эфир не может рассматриваться как наделенная какими-либо качественными характеристиками весомая среда, состоящая из частей, которые могут быть прослежены с течением времени. Идея движения к нему неприменима.
Оригинальный текст (англ.)We may say that according to the general theory of relativity space is endowed with physical qualities; in this sense, therefore, there exists an aether. According to the general theory of relativity space without aether is unthinkable; for in such space there not only would be no propagation of light, but also no possibility of existence for standards of space and time (measuring-rods and clocks), nor therefore any space-time intervals in the physical sense. But this aether may not be thought of as endowed with the quality characteristic of ponderable media, as consisting of parts which may be tracked through time. The idea of motion may not be applied to it.
Einstein, Albert: "Ether and the Theory of Relativity" (1920), republished in Sidelights on Relativity (Methuen, London, 1922)

### Квантовый вакуум
Квантовая механика может описывать пространство как непустое в чрезвычайно малых масштабах.
Поль Дирак предположил, что этот «квантовый вакуум» может быть эквивалентом в современной физике понятию эфира. Однако гипотеза Дирака мотивирована его неудовлетворённостью по поводу квантовой электродинамики, и она никогда не получала широкой поддержки со стороны научного сообщества.
Лауреат Нобелевской премии по физике Роберт Б. Лафлин так сказал о роли эфира в современной теоретической физике:
Как это ни парадоксально, но в самой креативной работе Эйнштейна (общей теории относительности) существует необходимость в пространстве как среде, тогда как в его исходной предпосылке (специальной теории относительности) необходимости в такой среде нет… Слово «эфир» имеет чрезвычайно негативный оттенок в теоретической физике из-за его прошлой ассоциации с оппозицией теории относительности. Это печально, потому что оно довольно точно отражает, как большинство физиков на самом деле думают о вакууме… Теория относительности на самом деле ничего не говорит о существовании или несуществовании материи, пронизывающей вселенную… Но мы не говорим об этом, потому что это табу.

### Теория волны-пилота
В непринятой научным сообществом теории, которая должна была заменить квантовую механику, Луи де Бройль заявлял:
Любая частица, даже изолированная, должна быть представлена в непрерывном «энергетическом контакте» со скрытой средой.

### Тёмная материя и тёмная энергия как эфир
В настоящее время некоторые ученые предлагают видеть в тёмной материи и тёмной энергии новый взгляд на концепцию эфира. Кроме того, эфиром иногда называют гипотетические отклонения от Лоренц-инвариантности определённого типа. Однако с историческим понятием эфира как светоносной среды эти толкования не имеют практически ничего общего.